# Wendy's 3-Tour Challenge
De Wendy's 3-Tour Challenge is een golftoernooi in de Verenigde Staten, dat opgericht werd in 1992. Sinds 2008 vindt het toernooi telkens plaats op de Rio Secco Golf Club in Henderson, Nevada.
Het is een toernooi waar drie golfers van de PGA Tour, de LPGA Tour en Champions Tour, dat van 1992 tot 2002 bekend was als de Senior PGA Tour, tegen elkaar zullen strijden voor de titel.
Het evenement gebeurt op een dag dat gespeeld wordt over 18 holes. Het wordt jaarlijks plaatsgevonden in de maand november en dat op een dinsdag. De golfers van de PGA Tour spelen op een volledige afstand van de golfbaan, terwijl die van de Champions Tour en van LPGA Tour respectievelijk korter worden. Dus betekent dit dat de golfers van de LPGA Tour de kortste afstand hebben.
Het evenement wordt georganiseerd door de Wendy's, een Amerikaanse fastfoodketen, en het is een inzamelactie waarbij het prijzengeld gedoneerd wordt aan de "Dave Thomas Foundation for Adoption".

## Golfbanen
| Jaren      | Golfbaan                       | Stad                        |
| ---------- | ------------------------------ | --------------------------- |
| 1992       | New Albany Country Club        | New Albany, Ohio            |
| 1993       | Colleton River Plantation Club | Hilton Head, South Carolina |
| 1994       | PGA West                       | La Quinta, Californië       |
| 1995       | Muirfield Village Golf Club    | Dublin, Ohio                |
| 1993-2001  | Lake Las Vegas Resort          | Henderson, Nevada           |
| 2002       | Dragon Ridge Country Club      | Henderson, Nevada           |
| 2003-2007  | Lake Las Vegas Resort          | Henderson, Nevada           |
| 2008-heden | Rio Secco Golf Club            | Henderson, Nevada           |

## Winnaars
| Jaar | Winnaar                                                      | Overige teams                                                 | Overige teams                                         |
| ---- | ------------------------------------------------------------ | ------------------------------------------------------------- | ----------------------------------------------------- |
| 1992 | LPGA (Nancy Lopez, Dottie Mochrie, Patty Sheehan)            | Senior PGA (Larry Laoretti, Jack Nicklaus, Chi-Chi Rodríguez) | PGA (Fred Couples, Raymond Floyd, Tom Kite)           |
| 1993 | Senior PGA (Raymond Floyd, Jack Nicklaus, Chi-Chi Rodríguez) | LPGA (Nancy Lopez, Lauri Merten, Patty Sheehan)               | PGA (Paul Azinger, Lee Janzen, Greg Norman)           |
| 1994 | PGA (Paul Azinger, Fred Couples, Greg Norman)                | Senior (Raymond Floyd, Jack Nicklaus, Dave Stockton)          | LPGA (Laura Davies, Nancy Lopez, Patty Sheehan)       |
| 1995 | Senior (Raymond Floyd, Hale Irwin, Jack Nicklaus)            | LPGA (Laura Davies, Dottie Mochrie, Kelly Robbins)            | PGA (John Daly, Peter Jacobsen, Lee Janzen)           |
| 1996 | PGA (Fred Couples, Davis Love III, Payne Stewart)            | Senior (Jim Colbert, Raymond Floyd, Hale Irwin)               | LPGA (Laura Davies, Patty Sheehan, Annika Sörenstam)  |
| 1997 | PGA (Fred Couples, Tom Lehman, Phil Mickelson)               | Senior (Johnny Miller, Larry Nelson, Jack Nicklaus)           | LPGA (Nancy Lopez, Annika Sörenstam, Karrie Webb)     |
| 1998 | Senior PGA (Hale Irwin, Gil Morgan, Larry Nelson)            | LPGA (Annika Sörenstam, Donna Andrews, Se Ri Pak)             | PGA (Fred Couples, Davis Love III, Justin Leonard)    |
| 1999 | Senior PGA (Hale Irwin, Jack Nicklaus, Tom Watson)           | LPGA (Karrie Webb, Juli Inkster, Dottie Pepper)               | PGA Lee Janzen, Tom Lehman, Justin Leonard)           |
| 2000 | PGA (Notah Begay III, Rocco Mediate, Phil Mickelson)         | LPGA (Karrie Webb, Juli Inkster, Dottie Pepper)               | Senior (Hale Irwin, Tom Kite, Tom Watson)             |
| 2001 | LPGA (Dottie Pepper, Annika Sörenstam, Karrie Webb)          | Senior (Jack Nicklaus, Tom Watson, Fuzzy Zoeller)             | PGA (Mark Calcavecchia, John Daly, Fred Couples)      |
| 2002 | PGA (Rich Beem, John Daly, Jim Furyk)                        | LPGA (Juli Inkster, Laura Diaz, Karrie Webb)                  | Senior (Ben Crenshaw, Tom Kite, Gary McCord)          |
| 2003 | PGA (Mark Calcavecchia, Peter Jacobsen, John Daly)           | LPGA (Grace Park, Juli Inkster, Rachel Teske)                 | Champions (Hale Irwin, Tom Kite, Craig Stadler)       |
| 2004 | LPGA (Grace Park, Juli Inkster, Cristie Kerr)                | Champions (Peter Jacobsen, Tom Kite, Craig Stadler)           | PGA (Jay Haas, Fred Couples, John Daly)               |
| 2005 | Champions (Jay Haas, Hale Irwin, Craig Stadler)              | LPGA (Grace Park, Lorena Ochoa, Cristie Kerr)                 | PGA (Mark Calcavecchia, Fred Couples, John Daly)      |
| 2006 | PGA (Stewart Cink, Zach Johnson, Scott Verplank)             | Champions (Jay Haas, Tom Kite, Craig Stadler)                 | LPGA (Natalie Gulbis, Juli Inkster, Cristie Kerr)     |
| 2007 | LPGA (Natalie Gulbis, Cristie Kerr, Morgan Pressel)          | Champions (Fred Funk, Jay Haas, Nick Price)                   | PGA (Chris DiMarco, Camilo Villegas, Bubba Watson)    |
| 2008 | Champions (Fred Funk, Jay Haas, Nick Price)                  | LPGA (Helen Alfredsson, Natalie Gulbis, Cristie Kerr)         | PGA (Stewart Cink, Rocco Mediate, Kenny Perry)        |
| 2009 | LPGA (Natalie Gulbis, Cristie Kerr, Suzann Pettersen)        | Champions (Fred Funk, Jay Haas, Nick Price)                   | PGA (Stewart Cink, Fred Couples, Bubba Watson)        |
| 2010 | PGA (Dustin Johnson, Bubba Watson, Boo Weekley)              | Champions (Bernhard Langer, Kenny Perry, Nick Price)          | LPGA (Natalie Gulbis, Cristie Kerr, Suzann Pettersen) |
| 2011 | Champions (Mark Calcavecchia, Jay Haas, Kenny Perry)         | LPGA (Paula Creamer, Natalie Gulbis, Cristie Kerr)            | PGA (Jonathan Byrd, Boo Weekley, Gary Woodland)       |
| 2012 | PGA (Jason Day, Davis Love III, Nick Watney)                 | LPGA (Natalie Gulbis, Cristie Kerr, Stacy Lewis)              | Champions (Fred Funk, Bernhard Langer, Tom Lehman)    |
| 2013 | LPGA (Natalie Gulbis, Cristie Kerr, Stacy Lewis)             | Champions (Fred Funk, Bernhard Langer, Kenny Perry)           | PGA (Jason Day, Billy Horschel, Boo Weekley)          |

### Samenvatting
| Tour                      | Zeges |
| ------------------------- | ----- |
| PGA Tour                  | 9     |
| Senior PGA/Champions Tour | 7     |
| LPGA Tour                 | 6     |